# Музей Петербургского метрополитена

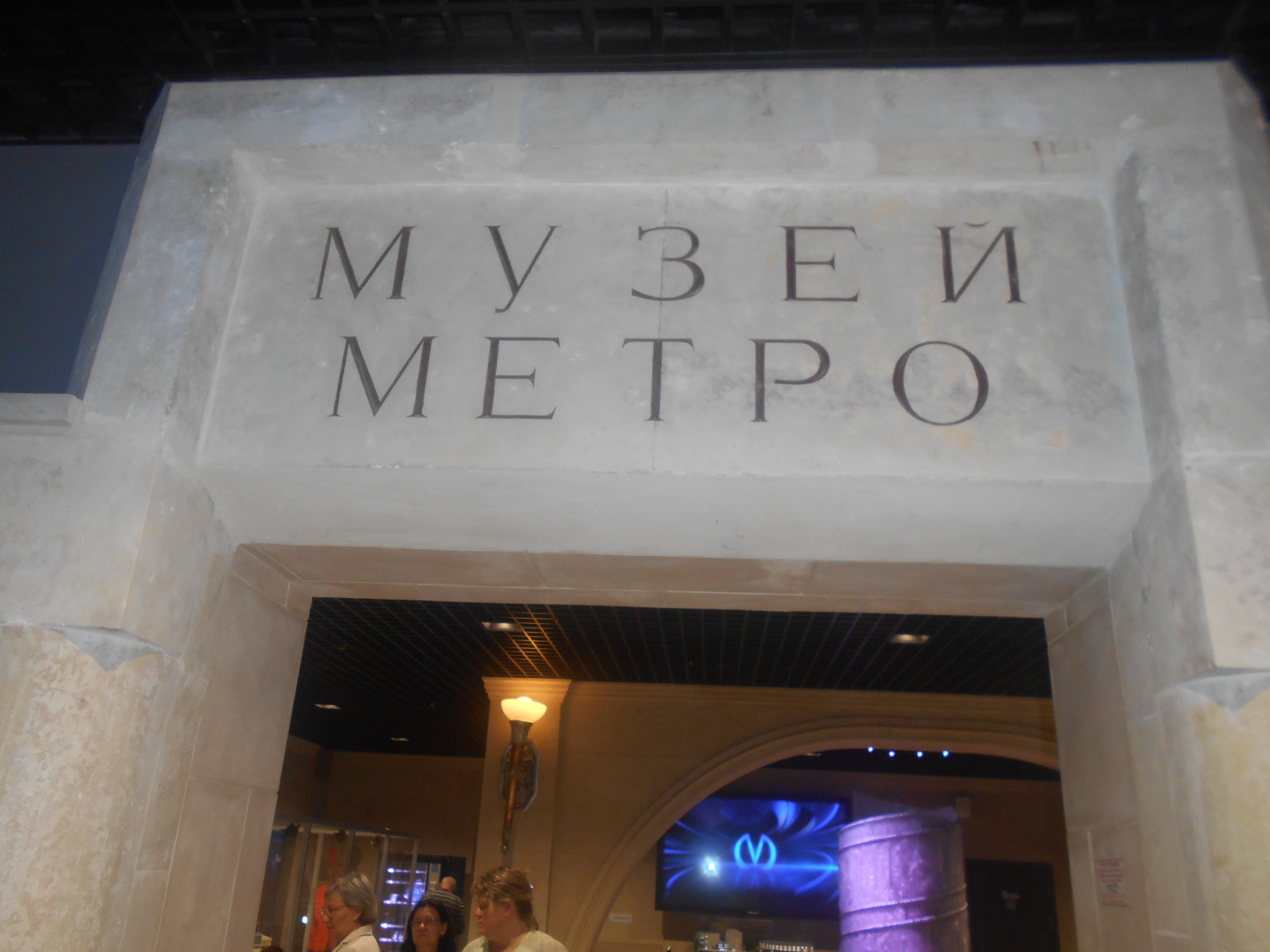
Музей Санкт-Петербургского метрополитена

Музей Петербургского метрополитена (позже — Интерактивный центр истории метрополитена (ИЦИМ)) — ведомственный музей в Санкт-Петербурге, посвящённый истории Петербургского метрополитена. Был открыт 14 ноября 2005 года к 50-летию открытия метрополитена в Петербурге. Раньше музей существовал на площадке депо «Автово», но юбилей подтолкнул к тому, чтобы сделать более широкую экспозицию.
В экспозиции Музея метрополитена можно увидеть эскалатор изнутри, часть вагона, инструменты рабочих метрополитена, элементы оформления станций. На стендах размещены проездные документы разных годов, схемы строительства подземки, фотографии людей, принимавших участие в строительстве метро.

## Производственный музей
Музей был организован к 25-летию Ленинградского метрополитена. Инициаторами его создания стали руководство, совет ветеранов метрополитена и общественные организации. Музей размещался в административном корпусе электродепо «Автово», в небольших помещениях рядом с актовым залом.
Заведующая Н. В. Ефимова с помощью ветеранов и активистов музея занялась подбором экспонатов, фотографий, документов. Витрины и стенды были изготовлены силами технических служб. Экспонаты музея рассказывали посетителям об основных вехах в жизни Ленинградского метрополитена и его подразделений, ветеранах труда.
Посещали музей работники метро, учащиеся технической школы и лицея, делегации метрополитенов страны. В 1995 году в результате реформирования музея были увеличены площади и количество представленных экспонатов.

## Современный музей
Музей Петербургского метрополитена находится на Васильевском острове. Ранее он располагался в другом месте (у станции «Автово»), но ныне месторасположение его сменилось — в 2005 году произошел переезд на улицу Одоевского.

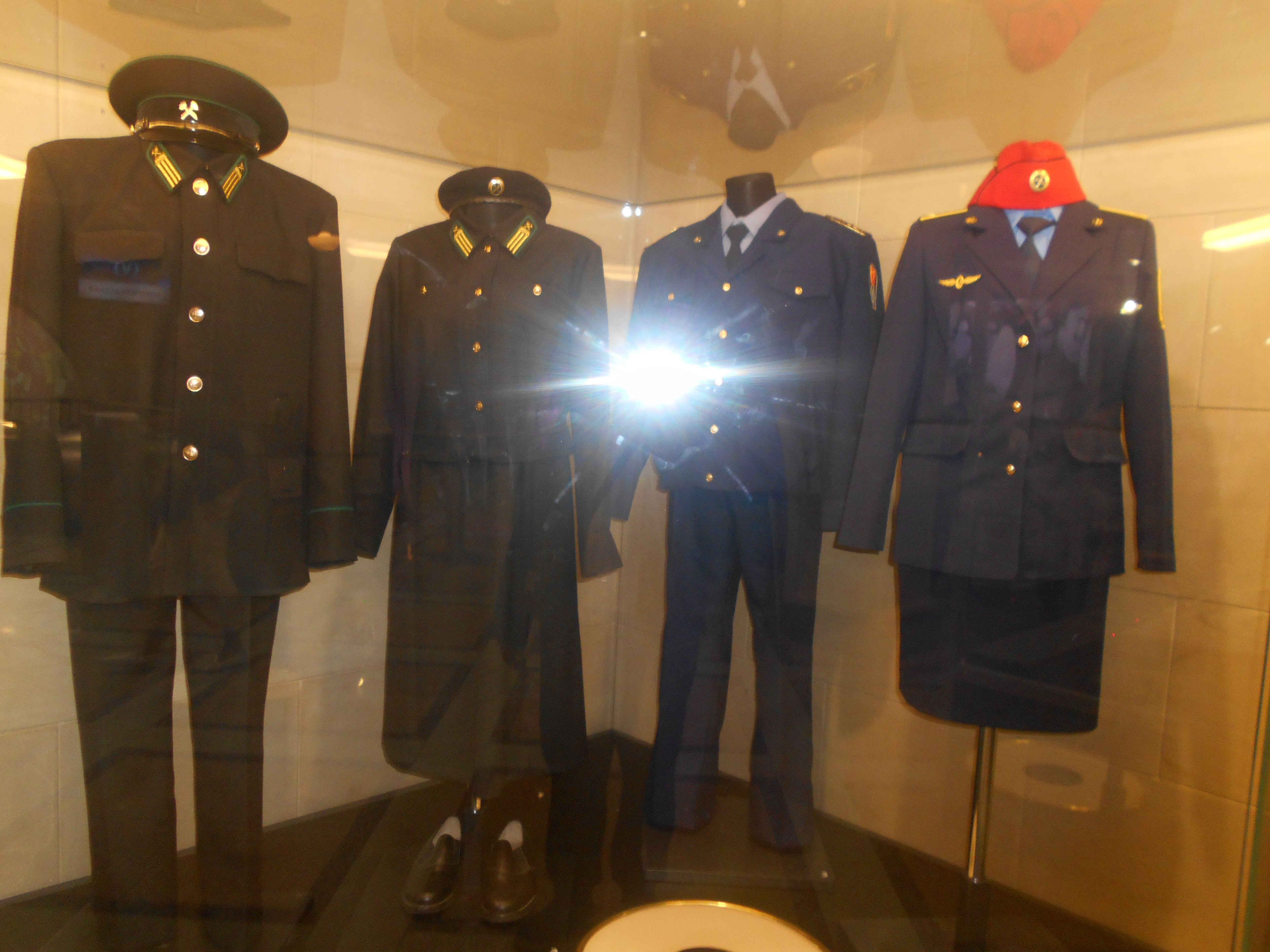
Экспозиция музея метро

### Экспозиция
Музейная коллекция создавалась благодаря силам работников метрополитена и группы творческих мастеров. Открытие посвящалось пятидесятилетнему юбилею метро, именно тут посетители музея могли наиболее подробно ознакомиться и изучить те исторические факты, что плотно связаны с непосредственным основанием метрополитена в Санкт-Петербурге. Основную часть коллекции составляют различные документальные материалы о ранних этапах создания метрополитена в Петербурге и основных его предпосылках, различные виды будок управления, кабины машинистов и многое другое. В музее существует свой железнодорожный путь, состав с кабиной машиниста (в натуральную величину), автоматы по продаже жетонов, кабинет дежурной и его оборудование по станции шестидесятых годов, детали эскалатора, формы работников метрополитена. Вниз идет лестница в виде эскалатора, а там воссоздан электропоезд, на котором каждый день ездят миллионы горожан. Дверь в кабину машиниста открыта, можно войти туда и ощутить, что значит управлять электропоездом.
В музее сохранена история метрополитена разных лет — медали, кубки, ключи, проекты станций, светодиодная карта метро. Здесь отвечают на давно мучающие вопросы — устройство эскалаторов, светофоров, проводов, которые проходят по сторонам в тоннеле. В экспозиции «Начало истории» находятся рассекреченные документы 1944 года о начале строительства метро.
Современным элементом экспозиции являются видео- и кинофильмы об истории Ленинградского — Петербургского метро, а также анимационный фильм, в доступной, шутливой форме рассказывающий о правилах поведения в метрополитене. Для тех гостей музея, кому интересно узнать подробности о документах, связанных со строительством метро, открыт архив.
Работает ежедневно с 10:00 до 16:00, кроме выходных и праздничных дней.